# Ианеули
Ианеули (груз. იანეული) — село в Грузии, на территории Чохатаурского муниципалитета края (мхаре) Гурия.

## География
Село находится в западной части Грузии, на левом берегу реки Супсы, на расстоянии приблизительно 2 километров (по прямой) к юго-востоку от посёлка городского типа Чохатаури, административного центра муниципалитета. Абсолютная высота — 185 метров над уровнем моря.

## Население
По результатам официальной переписи населения 2014 года, в Ианеули проживало 385 человек (189 мужчин и 196 женщин). В национальной структуре населения грузины составляли 100 %.
| Год  | Население, человек |
| ---- | ------------------ |
| 2002 | 527                |
| 2014 | ↘ 385              |